# شوربلاغ علیا
شوربلاغ علیا، روستایی است از توابع بخش پلدشت و در شهرستان ماکو استان آذربایجان غربی ایران ،مردم این روستا کورد هستن

## جمعیت
این روستا در دهستان چایپاسار شرقی قرار داشته و بر اساس سرشماری سال ۱۳۸۵ جمعیت آن ۴۴۹نفر (۸۲ خانوار) 
بوده است.